# Шипченски проход
 Тази статия е за Шипченския проход.  За булеварда в София вижте Шипченски проход (булевард в София).  
Шипченският проход е планински проход (седловина) в централната част на Шипченска планина (част от Средна Стара планина, в Община Габрово, област Габрово и Община Казанлък, област Стара Загора. Той е една от най-важните транспортни връзки между Северна и Южна България.
На билото му се намира Паметникът на свободата, посветен на героичната защита на прохода от българските опълченци и руските войски през Руско-турската освободителна война (1877 – 1878).

## География на прохода
Проходът е с дължина 29 km, а надморската височина на седловината – 1195 m и свързва долината на река Янтра при град Габрово на север със северната част на Казанлъшката котловина при град Шипка на юг.
Проходът започва на 464 m н.в. в южната част на град Габрово и с множество завои и голям наклон след 14,9 km шосето се изкачва на седловината северно от връх Свети Никола на 1195 m н.в. От там започва спускане по южния склон на Шипченска планина, като тук завоите и серпентините са още повече и след 14,1 km завършва на 581 m н.в. в северната част на Казанлъшкото поле, западно от град Шипка.

## История на прохода
Първите писмени сведения за Шипченския проход датират от IV век пр.н.е., когато през 335 г. пр.н.е. Александър Македонски преминава през него с армията си, когато отива на поход срещу трибалите.
Няколко десетилетия по-късно през прохода преминава келтското племе галати. През 279 – 278 г. пр.н.е. те създават своя държава южно от прохода, в Казанлъшката котловина, със столица Тиле, недалеч от днешния град Казанлък.
Особено голямо е значението на Шипченския проход за Римската империя. Тогава за пръв път тясната планинска пътека е направена на път, изграден с най-добрите за времето си материали и средства. Днес от историческите разкопки е известно, че през I век – IV век от
Дунава до Шипченския проход е имало два основи пътя, в които са се вливали множество по-малки:
- Големият друм започвал от някогашния римски град Нове, преминавал покрай с. Гостилица и оттам през Габрово и Шипченския проход към Августа Траяна, Адрианопол и столицата на Източната Римска империя – Константинопол;
- Малкият друм също започвал от Нове, след което преминавал през селата Овча могила и Бутово, гр. Павликени, селата Добромирка и Кози рог, габровския квартал „Падалото“ и в самото Габрово се е сливал с Големия друм.

През 1961 г. край гр. Шипка е открита каменна плоча с надпис: ...император Цезар Тит Елий Адриан Антонин Август Пий, баща на отечеството, изпълняващ трибунска власт за XV път, консул за ІV път, построи за провинция Тракия...
Османски документ от 1479 – 1480 г. показва стратегическото значение на Шипченския проход за Османската империя. Няколко години по-късно Габрово, а след това и гр. Шипка са превърнати в дервентджийски селища, задължени да охраняват прохода.
Особено голямо е икономическото значение на Шипченския проход за Османската империя през 1700 г., когато гр. Шипка се превръща в Куру скеле (Сухо пристанище) – основен разменен пункт за стоки между Северна и Южна България. Въпреки голямото икономическо и военно значение на прохода, османците не полагат никакви грижи за пътя и през 1826 г. френският посланик в Цариград, Арман-Шарл Гийеминьо описва Шипченския проход като: път, проходим само за коне, който обаче лесно може да стане удобен за артилерия, защото планината е с рохкава пръст, благоприятстваща неговото разширение.
Когато през 1837 г. султан Махмуд II минава през Шипченския проход, се налага предварително да се прокара ново трасе. През следващата, 1838 г. френският геолог д-р Ами Буе описва прохода като: хубав коларски път, който обаче на места не е добре очертан, засипван от скални срутвания или оголен като речно корито от пороите. Въпреки това пътят е проходим за всякакви коли и даже за артилерия, при условие, че завоите се укрепят с подпори от дървета и камъни. През 1855 г. българското население от Габровско и Казанлъшко е заставено с принудителна работа да подобри състоянието на пътя за преминаването на султан Абдул Меджид през прохода.

### Шипченският проход в борбите за национално освобождение
През целия период на Османското владичество в района на Шипченския проход действат хайдути и противници на османската власт.
През 1622 г. Евлия Челеби преминава през Шипченския проход с въоръжен отряд от 500 души на път за османския поход срещу Австрия. Според неговия пътепис: задължените да охраняват прохода габровци не се колебаят да нападат преминаващите през него турски куриери, малки групи войници и друхи пътници. На слизане към Габрово, „на едно тясно, диво и каменисто място, пригодно за хайдушки засади“, отрядът на Евлия Челеби е нападнат и турците два пъти водят сражение. За Габрово Евлия Челеби пише: Боже, прости ме, но селото е бунтовническо, не е за отсядане на пет или десет души в него... С една дума тези селяни вършат разбойничество в Шипченската планина, не настаняват в селото си дори 150 – 200 души конници, а онези, които се настанят там със сила, не изпращат със здраве. Благоразумните да не ходат на тези планини, защото и зиме, и лете има много разбойници.
През Руско-турската война (1806 – 1812) руски отряд, под командването на княз Веземски превзема Търново и Габрово, а руските разузнавателни части стигат до Казанлък. В района на Шипченския проход е Габровскто въстание от 1810 г. – събират се голям брой бунтовници от Габрово, Трявна, Търново и Елена, готови да последват примера на въстаналите сърби. От Цариград по височайша султанска заповед за разправа с бунтовниците е изпратен Мехмед Джелядин, който в доклада си от 10 ноември 1810 г. пише, че не може да стигне до Велико Търново, защото: презряната рая, която е обкръжила Балкана, прави това пътуване невъзможно. След концентрирането на значителни военни сили Шипченският проход отново става проходим за турските войски.
През Руско-турската война (1828 – 1829) руски отряд, под командването на ген. Кисельов влиза в Габрово, където е сърдечно приветстван от българското население и снабден с водачи, и провизии за пътя му към Южна България. След подписването на Одринския мирен договор, отрядът на ген. Кисельов престоява около месец на Шипченския проход, където извършва географски и картографски проучвания.
В началото на юли 1862 г. хайдушки дружини, вдъхновени от усилията на Георги Раковски и примера на Панайот Хитов превземат прохода, но след идването на редовни турски войски откъм Дунавската равнина, се разпръсват.
През 1867 г. след сражението при с. Върбовка, четата на Филип Тотю се изтегля към Балкана и е обкръжена при Орлово гнездо, където вероятно намира и края си.
През 1875 г. руският полковник Артамонов създава подробна топографска карта на шосето, преминаващо през Шипченския проход.
По време на Априлското въстание в района на Шипченския проход действат новомахленската чета на Христо Патрев и габровската чета на Цанко Дюстабанов.
В началото на 1877 г. руският военноучебен комитет издава две брошури – „Маршрути на Европейска Турция“ и „Балканите“, които включват подробно описание на всички планински проходи. Тези брошури, заедно с картата на Артамонов, са раздадени на руските войски от действащата армия през Руско-турската освободителна война. Тогава тук се разиграва едно от основните сражения във войната – Шипченската епопея, на която Иван Вазов посвещава стихотворението си Опълченците на Шипка.

## Транспорт
През прохода преминава една от основните пътни връзки между Северна и Южна България – участък от 29 km от първокласния Републикански път I-5 (от km 152,8 до km 181,8) Русе – Велико Търново – Габрово – Стара Загора – Хасково – Кърджали – ГКПП Маказа - Нимфея. Поради важното си стратегическо значение проходът се поддържа целогодишно за движение на МПС. Поради многото завои и голям наклон през него е забранено преминаването на тежкотоварни МПС, които пренасочват през Прохода на Републиката.
Точно на седловината на изток се отделя третокласният Републикански път III-5005 за връх Бузлуджа.

## Други
На Шипченския проход са наречени булевард „Шипченски проход“ (Карта) и улица „Шипка“ (Карта) в София.

## Топографска карта
- Лист от карта K-35-39. Мащаб: 1 : 100 000.